# Кусковская улица
Куско́вская у́лица — улица, находящаяся в районах Перово (начальный участок) и Новогиреево (основная часть) Восточного административного округа (ВАО) города Москвы.

## История
Получила нынешнее название 13 апреля 1967 года — по расположенной недалеко усадьбе Кусково; ранее называлась Пролетарской улицей.
К улице примыкают 2-я Владимирская улица, улица Лазо, улица Плеханова, Коренная улица (Москва), Кусковский тупик, 2-я Кусковская улица. Берёт начало с улицы Аносова, а кончается на Перовской улице (продолжением Кусковской улицы служит Полимерная улица). На улицу выходит Перовский парк, на территории которого располагается стадион Локомотиворемонтного завода.

## Здания и сооружения
По нечётной стороне:
- Дом 45 — Московский финансовый колледж;
- Дом 17 корп. 1 — жилой дом.

По чётной стороне:
- Дом 12 — Перовская плодоовощная база;
- Дом 16 — единственный жилой дом (год постройки — 1937) на чётной стороне улицы.

## Транспорт
По улице проходят автобусные маршруты 131, 254, 314, 617, 619, с676, 787, т77. Ближайшая станция метро —  Перово. Ближайшие железнодорожные станции —  Перово,  Чухлинка и  Кусково.